# Sumo (banda)
Sumo fue una banda Argentina de post-punk formada en el año 1981 por Luca Prodan (voz), Germán Daffunchio (guitarra), Ricardo Mollo (guitarra), Diego Arnedo (bajo), Alberto Troglio (batería) y Roberto Pettinato (saxofón).
Originaria de la localidad de Nono, en las sierras de Córdoba, el grupo musical tendría varios cambios en su formación durante sus años iniciales, y luego sería trasladada a Hurlingham, donde publicarían su primer álbum de estudio, Divididos por la felicidad (1985), considerado el quinto mejor álbum de la historia del rock nacional argentino por la revista Rolling Stone. Sería seguido por los también exitosos álbumes Llegando los monos (1986) y After Chabón (1987), convirtiendo a Sumo en uno de los grupos más importantes de la cultura underground de Argentina durante la década de los 80's. Luego de la muerte del vocalista y líder Luca Prodan en el año 1987, el grupo musical acabaría separándose en 1988, y dos grupos se formarían por exintegrantes de Sumo: Divididos y Las Pelotas.
Sumo, a pesar de mantenerse en el underground en su corto período de actividad, se volvería uno de los grupos más influyentes en moldear el rock argentino contemporáneo. Se le acredita por introducir el post-punk británico en la escena latinoamericana, más que nada por sus canciones con letras en inglés, y por brindar un contrapunto visceral a las influencias progresivas y de nueva canción entonces dominantes en el rock en español.

## Historia

### Antecedentes
A mediados de los años 1970, un ítalo-escocés llamado Luca George Prodan vivía en Londres. En paralelo, ya había tocado en diversos pubs con su banda The New Clear Heads. También había asistido a recitales de todo tipo, deslumbrándose principalmente con el rock progresivo, el reggae y el punk. Había aprendido diversos oficios y hasta llegó a trabajar en la compañía Virgin, vendiendo discos en su negocio en Marble Arch. Tras el suicidio de su hermana Claudia -quien era adicta, como él, a la heroína-, Luca había tocado fondo en 1979 y estuvo en coma por una sobredosis de heroína.

Buscando una salida para su adicción a la heroína, que ya había matado a su hermana y casi lo mató a él, Luca Prodan terminó instalándose en Argentina en agosto de 1980. Viajó sin saber prácticamente nada del país, ensoñado por una bucólica foto que le había enviado, incluida en una carta, su amigo argentino de origen escocés, Timmy MacKern, con quien había compartido años escolares en Escocia y convivió luego en Londres. En la imagen se veía a la familia de MacKern en las sierras de Córdoba. Se veía como un paraíso, y su amigo Timmy le agregaba una información clave: en Argentina en ese momento, no había heroína, no se la conocía.
"Todo comenzó con una foto que cruzó el océano desde estas tierras hasta Roma. Luca Prodan caminaba al borde de la muerte y la postal familiar que recibió mostraba el refugio cordobés de su amigo Timmy MacKern donde todo era vida y naturaleza. Un perro, dos niñas, una pareja sonriendo con las sierras de Nono como marco de una vida idílica. Con Timmy habían compartido el colegio del norte de Escocia al que también asistía el príncipe Carlos de Gales. Su invitación era la última carta que Luca tenía para jugar y ganar unos años más de vida. Ni siquiera imaginaba que, años más tarde, con su música marcaría un quiebre en la historia de nuestro rock." — Pedro Irigoyen, Memorias del Happy Valley Rock. Artículo en diario La Nación, 24 de diciembre de 2017
El mismo día en que Luca llegó a Argentina, Timmy MacKern lo fue a esperar al aeropuerto y lo llevó a su casa en Hurlingham, Provincia de Buenos Aires. Le presentó a su familia, entre ellos a su cuñado Germán Daffunchio, que por esa época tenía 20 años y trabajaba como marinero. Al finalizar la cena, Daffunchio comenzó a tocar una guitarra criolla y Luca cantó. Nació entre ellos la idea de formar una banda. Inmediatamente se trasladaron al campo de Timmy MacKern en Traslasierras. Los acompañaban Germán Daffunchio y su amigo Alejandro Sokol. Comenzaron las zapadas. que dieron nacimiento a Sumo, con Daffunchio como guitarrista y Sokol como bajista.

## Comienzos de la banda

### Primera formación

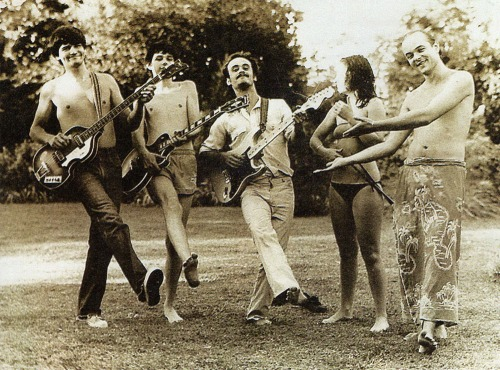
Primera formación en el año 1981. De izquierda a derecha: Alejandro Sokol, Ricardo Curtet, Germán Daffunchio, Stephanie Nuttal y Luca Prodan.

Tras observar la promisoria evolución de esas zapadas Timmy MacKern, amigo y futuro representante de la banda, le presentaría a Luca un joven guitarrista amigo suyo, a quien le propondría la idea de formar una banda: Ricardo Curtet, en ese entonces residente en Mina Clavero y que fue convencido por su amigo MacKern para formar parte del grupo. Una vez presentados, Luca regresa a Londres para comenzar con la compra de los instrumentos e intenta convencer (con éxito) a su amiga Stephanie Nuttal de ser la baterista de su nueva banda. Nuttal había formado parte del grupo mancuniano Manicured Noise, banda con la que había llegado a telonear a Siouxsie And The Banshees y a XTC, y a editar un par de simples para el sello Charisma (el mismo de King Crimson, Van Der Graaf Generator y Genesis, así como los proyectos personales de varios integrantes de esta última banda: Peter Gabriel, Tony Banks y Steve Hackett), y llegaría a la Argentina en octubre de 1981 para sumarse al equipo que ensayaba en Córdoba. De esta forma, la banda quedaba conformada con Luca como voz principal, Daffunchio en la primera guitarra, Curtet como guitarra rítmica, Sokol en el bajo y Stephanie Nuttal en la batería. La presencia de la chica inglesa en la alineación era todo un suceso, ya que mayoritariamente las bandas de rock de esa época estaban conformadas exclusivamente por varones; así conformado el grupo, en 1981 graban en el estudio de Nono los temas que posteriormente conformarían un álbum póstumo de Luca, Time, Fate, Love.
Tras esta grabación, comenzó a florecer la idea de trasladar todo el equipo hacia Hurlingham, de donde provenía la mayoría de los integrantes. Sin embargo, eso provocó la primera baja del grupo al desvincularse Ricardo Curtet, quien — habiendo sido padre durante ese tiempo — decidió finalmente volverse a Mina Clavero para cuidar de su nueva familia.

### Segunda etapa
La banda estableció su base en la casa de la madre de Timmy en Hurlingham, Provincia de Buenos Aires. El primer concierto de la banda fue en una discoteca de El Palomar llamada Caroline's Pub, con un espectáculo basado en temas cantados en inglés. A partir de allí pasaron a dar varios shows en un local de Olivos llamado Mastropiero. Un mes después participaron en el Festival Rock del sol a la luna en el estadio de Estudiantes de Buenos Aires, compartiendo escenario con nombres consagrados como Riff (el número central), Los Violadores y Orions. A pesar de ser apenas su segundo show, Luca Prodan ya dejó una anécdota histórica cuando se enfrentó al público que pedía ensordecedoramente la presencia de Pappo con la frase: “¿Pappo? ¿Quién es ese Pappo? No lo conozco... Le juego una carrera tomando vodka hasta Rosario a ver quién gana”. También fue memorable la reacción hostil del público hacia la presencia de Stephanie Nuttall, ya que no era habitual ver a una mujer en un escenario en un show de rock. Apenas días después, el 2 de abril de 1982, la banda se vio sorprendida por la guerra de Malvinas, cuando todo lo relacionado con el Reino Unido — incluido el idioma — estaba prohibido o mal visto; tanto, que causó el retorno inmediato de Nuttal a su país natal a pedido de sus padres. A raíz de esta partida, Sokol pasó a la batería y el puesto de bajista pasó a ser ocupado por Diego Arnedo, quien tocaba en una banda de hard rock de Hurlingham llamada MAM junto a los hermanos Omar y Ricardo Mollo.
La formación de Sumo alcanzaría su madurez con la entrada como saxofonista de Roberto Pettinato, a mediados de 1983. Pettinato era periodista, había dirigido la revista de rock El Expreso Imaginario en su última etapa, hasta que dejó de editarse en enero de 1983. Desde entonces conducía un segmento llamado "La Zona Fantasma" en Radio Del Plata. Impresionado tras ver una actuación en vivo de Sumo, invitó a Luca Prodan a su programa radial. Allí le hizo una entrevista histórica y, al finalizar la misma, trabaron amistad y decidieron la incorporación de Pettinato a la banda.
En 1984, Sokol dejó la banda y, ante la falta de bateristas hubo un par de show con Luca tocando una batería electrónica. Poco después, Luca Prodan escuchó un ensayo en el Café Einstein de la banda Oiga Diga (liderada por el guitarrista de Patricio Rey y sus Redonditos de Ricota Tito Fargo) y reclutó a su baterista, Alberto "Superman" Troglio para que lo reemplace. Al poco tiempo, e invitado por Diego Arnedo, ingresó Ricardo Mollo en guitarra. También era exintegrante de MAM y su estilo de ejecución, inspirado en Jimi Hendrix, tenía más inclinación hacia el hard rock (de hecho, pocos días después de unirse a Sumo le llegó una invitación de Ricardo Iorio para sumarse a V8, la banda pionera del heavy metal en Argentina, invitación que desechó por su compromiso con Sumo). Años después, Mollo declararía: “Sumo fue una desviación en mi carrera. Yo estaba para ser un guitarrista listo para tocar jazz-rock, que acá pegó fuertísimo. Habíamos dejado de tocar con Diego (Arnedo) un tiempito y cuando nos reencontramos me dice: “Estoy tocando con un chabón que vino de Inglaterra, tocamos en el Stud Bar, a la salida del túnel de Libertador”. Los fui a ver y me volaron la cabeza un tipo tan carismático que te metía en un mambo sin haber tomado nada. No podía creer lo que estaba sucediendo con algo tan rudimentario. Porque si hubo un grupo rudimentario casi despreciado en su momento por todas las bandas argentinas que decían “ esos tipos que tocan desafinados”, ese fue Sumo. No era un grupo querido, después sí, y ahora todos son fanáticos de Sumo. La actitud de Luca, la música que era extraña, muy personal porque él tenía su bagaje de cosas que traía por haber sido un melómano toda la vida y por haber trabajado en una disquería".
Esa formación, con Prodan, Daffunchio, Arnedo, Mollo, Troglio y Pettinato, se mantendría hasta la muerte de Prodan y la consiguiente disolución del grupo.
Por estos años Luca Prodan, quien no tenía un hogar en Buenos Aires y había hecho gran amistad con los dueños del Café Einstein, llegó a dormir en el local o en la casa de uno de ellos, Sergio Aisenstein, y tocaba en el lugar prácticamente todos los días. Los fines de semana con Sumo y los días de semana con sus proyectos paralelos: La Hurlingham Reggae Band y Sumito (un grupo acústico que lo completaban Roberto Pettinato en saxo y Diego Arnedo en contrabajo), o un proyecto sin nombre con el que, junto a Pipo Cipolatti, Diego Arnedo y Daniel Melingo, hacían covers acústicos de Bob Marley, Dean Martin y Frank Sinatra. Todos estos grupos, con pequeñas variaciones en la formación, tocaban varios recitales cada fin de semana no sólo en el Café Einstein, sino también en otros reductos del under como Zero, Stud Free Pub, La Esquina del Sol, o en el Parakultural.

«En un principio, eran casi todos temas míos, cuando yo tocaba la guitarra. Después la cosa fue cambiando, entró una onda mucho más reggae, nos desdoblamos en la Hurlingham Reggae Band (que era únicamente reggae) y Sumo, por su parte, se puso más pesado. Y (Tito) Fargo -que hoy es el guitarrista de los Redonditos de Ricota- era el violero de la Hurlingham. Después se unieron los dos grupos otra vez, Fargo se fue con Patricio Rey, yo me fui a Europa, y cuando volví con Sumo comenzamos a hacer temas de la Hurlingham... Ahora Sumo es medio reggae y medio pesado. En fin: medio raro.»
Luca Prodan, por Gloria Guerrero para Revista Humor.

Con esta formación editarían el disco independiente Corpiños en la madrugada y que contendría varios de los hits que la banda volvería a grabar posteriormente junto a perlas que brillaban en los recitales de la banda pese a no haber integrado nunca los discos oficiales: "Night & Day" (la primera canción que compusieron en conjunto como banda), "Fuck You" (su primer himno punk, con el que solían cerrar sus recitales) y la contundente «Teléfonos /White Trash», con una voz apagada y abatida de Luca que luego salta a un sonido ska demoledor. Luca explicó que la parte de “Teléfonos” se basa en un mal viaje de LSD, una experiencia bastante terrorífica al no saber dónde se encontraba su novia, tuvo flashes de que estaba siendo asesinada, debido a que esta no respondía a su llamado telefónico e imaginaba desde su casa paredes bañadas de sangre. "White Trash", la segunda parte había sido compuesta en solitario por Luca mucho antes cuando se encontraba en Londres, aunque al momento de grabarla, fue el fraseo de saxo agregado por Pettinato lo que acabó de darle la fisonomía distintiva a la canción.

### Divididos por la felicidad: debut discográfico (1985)
El debut discográfico oficial llegó en 1985, tras haber sido vistos en vivo por un productor de la CBS. La placa se llamó Divididos por la felicidad, en referencia a uno de los grupos preferidos de Luca, Joy Division. La presentación del disco tuvo lugar en el teatro Astros, los días 11 y 12 de mayo de 1985, reuniendo 1300 personas por show. Este primer trabajo vendió 15 000 copias e incluyó el hit «La rubia tarada» (cuyo titulado originalmente era Una noche en New York City. No en referencia a la ciudad sino a una conocida discoteca de Buenos Aires de aquella época que llevaba ese nombre. La letra se basa en la rivalidad entre Luca Prodan y Pedro Braun a.k.a. Hari B, guitarrista de Los Violadores -a quien caricaturiza como un "pseudopunkito con el acento finito"- por el amor de una chica llamada Monica Stromp).
Otro punto alto del disco es «Mejor no hablar (de ciertas cosas)» con letra del Indio Solari, cantante de los Redonditos de Ricota. La historia de esta canción se remonta al 21 de septiembre de 1983, cuando los Redonditos de Ricota invitaron a Luca Prodan y Roberto Pettinato a tocar como invitados en un festival en el estadio del club Gimnasia y Esgrima de Buenos Aires. Como ya había ocurrido en otras ocasiones, el Indio Solari se negó a actuar en un festival diurno y compartiendo escenario con otras bandas. Por ese motivo, y ante la decisión del resto de la banda de tocar en ese festival, Solari vio la actuación desde el público y Prodan cantó todo el recital en reemplazo suyo. Al momento de probar sonido le llamó poderosamente la atención esta canción, muy lenta, que la banda tocaba en forma casi improvisada. Simplemente era la banda zapando y Solari recitando la curiosa letra en un estilo muy similar a los "monólogos con fondo musical" que todavía por esa época solía hacer Enrique Symns en los recitales de los Redonditos de Ricota. Luca le comentó su interés a Poly, la productora de los Redondos quien le dijo que "le regalaban" el tema. De hecho los Redondos nunca más volvieron a interpretarlo. Al volver a su sala de ensayos Prodan se la tararea a Arnedo y le pide que acelere el ritmo de bajo para acercarla al sonido característico de Sumo. La canción ya estaba contenida en Corpiños en la Madrugada y es en este disco cuando adquiere su forma definitiva.
También repiten, de Corpiños en la Madrugada, “Divididos por la felicidad” y “Debede”, junto a canciones de un sonido reggae preciosista nunca escuchado hasta entonces en el rock nacional, como "No acabes”, “Regtest”, “No duermas”, “Kaya” y “El reggae de paz y amor”. Esta última canción contiene una rareza poco conocida: fue grabada en los Estudios Panda en los mismos momentos en que el grupo folklórico Los Trovadores grababa su LP Pequeñas Historias. La cercanía dio lugar a conversaciones amenas entre ambos grupos, pese a lo disímiles de sus propuestas musicales y finalmente uno de los cantantes de Los Trovadores, Francisco "Quito" Figueroa terminó haciendo coros en “El reggae de paz y amor”.
El domingo 13 de octubre de 1985 se presentaron en el Festival Rock & Pop que se llevó a cabo en el estadio de Vélez Sarsfield. Junto a ellos estuvieron Nina Hagen, John Mayall, INXS, Los Abuelos de la Nada, La Torre, Fito Páez y Miguel Mateos/ZAS.

### Consagración
En el año 1986, participaron de la segunda edición del Festival Chateau Rock, que se realizó en la provincia de Córdoba. Esa misma noche actuaron Metrópoli, La Sobrecarga, GIT y Virus. Entre marzo y abril del mismo año grabaron su segundo disco, Llegando los monos, también para el sello CBS, el cual tiene como "hit único" y "a propósito" como declarara Luca Prodan «Los Viejos vinagres». De este álbum sobresalen el punk-rock de «El Ojo Blindado» y las melodías new wave de «Estallando desde el océano», la épica «Heroine», «TV Caliente» (dedicada a la actriz italiana Virna Lisi), temas potentes como “Nextweek”, experimentales como “Cinco Magníficos”, reggae en “No Good” y “Rollando”, ska como “Que Me Pisen”. La placa fue presentada en vivo en el estadio Obras Sanitarias el 9 de agosto de 1986. Unos días después, ofrecieron un show en Uruguay, durante un festival en la ciudad de Montevideo, ante unas 25 000 personas y compartiendo escenario con varias de las bandas señeras del post punk en distintos países sudamericanos, como los uruguayos Los Estómagos y Los Tontos y los brasileños Legiao Urbana.
En octubre, se presentó el video «Sumo en Obras (9/8/1986)», que tenía una duración de 50 minutos y documentaba el show de presentación de «Llegando los monos». Volvieron al estadio de Av. del Libertador, el día 15 de noviembre de 1986, sólo que en esta oportunidad compartieron escenario con el grupo de rock brasileño Os Paralamas Do Sucesso, que realizaba su segunda visita a Argentina. Los tiempos del underground le habían cedido el paso a los de masividad.

### After Chabóny muerte de Luca Prodan
El 24 de enero de 1987, tomaron parte del Festival Rock in Balí en Mar del Plata, donde pasaron grandes bandas, como Soda Stereo, Virus, Los Violadores y solistas como Pedro Aznar y Andrés Calamaro. El lugar concreto del festival fueron las playas de Santa Clara del Mar, (Beach Balí), con una concurrencia de 4.000 personas.
Entre abril y mayo de 1987 la banda entra a estudio para grabar el que sería su último disco oficial: After Chabon. La nueva placa se editó durante ese año, pero ya la salud de Luca Prodan estaba muy deteriorada. Esto hizo que cediera el liderazgo artístico que tenía en los discos anteriores y solo participó de las partes imprescindibles, improvisando en las letras y en la interpretación como queda claro en uno de los mejores temas del álbum: “Hola Frank”.
De este disco también se destacan temas como el imprescindible «Mañana en el Abasto», "No Tan Distintos”, “El Cieguito Volador”, «Crua Chan» y «Lo quiero ya», entre otros. La placa no contiene ningún "hit premeditado", como los mismos músicos llamaban a "La Rubia Tarada" y "Los Viejos Vinagres". No obstante, Pettinato manifestó alguna vez que la versión punk de "Noche de Paz" fue un "vano intento de tener un hit navideño" (...) "queríamos ver si podíamos tener un pequeño hit navideño que nos llenara la mesa de almendras". Luca después aclaró: “Lo hicimos porque estábamos locos. La hicimos punk y yo la canté en tres idiomas. Tocábamos esa noche de Navidad y así salió, en Zero Bar".
Presentaron After Chabón en el estadio Obras Sanitarias el 10 de octubre ante más de 4.000 personas. Como invitados aparecieron en escena Tito Fargo, Semilla Bucciarelli, Andrés Calamaro y Geniol Con Coca.
La última actuación del grupo, con Luca a la cabeza, se realizó el 20 de diciembre de 1987 en la cancha de Los Andes, con muy poco público, apenas unas 500 personas. Era una fecha compartida con Los Violadores, quienes abrieron el show debido a que esa misma noche tenían otra presentación en una discoteca de Berazategui. Pil Trafa, el cantante de esta banda, recordó que «Lo vi muy delgado, muy demacrado. Estaba amarillo». Sus excompañeros recordaron más tarde que esa noche Prodan llegó borracho y con una botella de ginebra en la mano, por lo que el personal de seguridad no lo reconoció y trató de impedirle el ingreso, generándose una breve pelea. Luego de la intercesión de sus compañeros de banda, ingresó al estadio, pero hizo una escena en el camerino, rompiendo botellas y gritando mucho. Finalmente dio el show y, momentos antes de interpretar una poderosa versión de «Fuck you», Luca dijo: «Ahí va la última». Evidentemente se refería a que era la última canción del show, pero los acontecimientos posteriores le dieron a esta frase un carácter profético.
Dos días después, el martes 22 de diciembre de 1987, fue hallado muerto en la habitación que alquilaba en la pensión ubicada en la calle Alsina 451, en el barrio de San Telmo (el inmueble era administrado por el pianista y afinador Marcelo Arbiser, amigo de Luca Prodan, y cada habitación se alquilaba por separado). Con el paso de los años surgieron distintas versiones sobre la causa de la muerte.
La prensa informó que había sufrido un paro cardíaco atribuido a una grave hemorragia interna causada por la cirrosis hepática que padecía. Muchos años más tarde, el escritor Enrique Symns difundió en una entrevista una versión alternativa, diciendo que murió por una sobredosis de heroína. Según Symns, Luca había pasado años sin consumir heroína simplemente porque era imposible conseguirla en Argentina en esa época. En 1987 habrían llegado las primeras dosis de heroína a las calles de Buenos Aires y en ese momento intentó volver a inyectarse una dosis similar a las que consumía en Londres, pero su cuerpo ya no tenía la misma tolerancia, lo que le causó la muerte. "Luca se quería ir a la mierda. Justamente se pica heroína cuando estaba por cobrar los primeros 80.000 mangos que le iban a dar por derechos de autor, se iba a comprar una casa en Córdoba, la novia se iba a recibir de psicóloga... Yo creo que él no quiso saber". El director de cine y amigo personal de Luca, Julián Espina, llegó a declarar: "Yo mismo tiré lo que quedó de la heroína que se inyectó. Fui uno de los primeros que cayó a la casa. Agarré la heroína, la tiré a un baldío, me comí unas puteadas grandes de alguien… Así fue. No sé quién se la dio, hay una historia media negra con una tercera persona que está bajo secreto”. También dijo que la única que conoce la identidad del proveedor sería Silvia Ceriani, quien en los últimos meses se había convertido en amante de Luca, pero que está seguro de que ella jamás dirá nada. Silvia Ceriani alquilaba otra habitación en la misma pensión, pero la abandonó inmediatamente después de la muerte. En las entrevistas que dio, afirma que Luca murió en sus brazos y que no fue por sobredosis.
Otro miembro de Sumo, Roberto Pettinato reafirmó la versión de la sobredosis, sólo que diciendo que no se trató de heroína sino metadona, droga que se usa como sustituto de la primera. Lo cierto es que no se realizó ninguna autopsia. Otros de sus allegados más íntimos, Timmy MacKern y el baterista Alberto Troglio, reconocieron más tarde que los compañeros y amigos de Prodan tenían miedo de que se iniciara una investigación de las causas de la muerte y dejaron todo en manos del abogado Albino "Joe" Stefanolo, quien fue el encargado de manejar la situación con las autoridades y dejarlo asentado como una "muerte natural".

### Homenaje y separación (1988)
Pettinato, Arnedo, Daffunchio y Mollo, se presentaron en una nueva edición del Festival Chateau Rock, durante el verano de 1988. Esta actuación del grupo se tituló «Homenaje a Luca Prodan» e interpretaron temas como: «Crua Chan», «Nextweek», «Los Viejos vinagres», «Mejor no hablar (de ciertas cosas)» y «Fuck You», entre otros. Para cantar este último tema subió Mónica Stromp, la exnovia de Luca Prodan que había dado lugar a la pelea en el boliche "New York City" de la que habla la canción "La Rubia Tarada". Esta fue la primera actuación sin Luca y la última de Sumo. Finalmente, en 1989 a través del sello CBS se editó una placa titulada «Fiebre» que incluyó temas inéditos, algunos de ellos iban a integrar una nueva producción de la banda.
A la muerte de Luca Prodan le siguieron las de dos importantes luminarias del rock argentino post-Malvinas de la década de los 80, Miguel Abuelo (26 de marzo de 1988) y Federico Moura (21 de diciembre de 1988), marcando un antes y un después en la historia del rock nacional. Su influencia se puede percibir en las paredes de Buenos Aires, donde todavía se pueden encontrar pintadas que claman «LUCA NOT DEAD».

### Tras la separación
Los distintos restos de la banda dieron origen a dos agrupaciones: Divididos (Mollo y Arnedo) y Las Pelotas (Daffunchio, Sokol y Troglio), mientras que Pettinato vivió unos años en España, donde formó Pachuco Cadáver, un dúo con Guillermo Piccolini con el que editó dos discos explorando los sonidos de la psicodelia y el rock experimental de todas las épocas. A su regreso al país volvió al ámbito periodístico y de conducción de programas de televisión. Hay una teoría, que aparentemente es otra leyenda urbana, que dice que el nombre de estas bandas surgió de un reportaje a Luca. El periodista le preguntaba si veía en un futuro a los miembros de Sumo divididos, a lo que el cantante habría respondido: «¿Sumo divididos? ¡Las pelotas!»
Los caminos de ambas bandas se cruzaron por primera vez en mayo de 1997 en el Teatro de Verano de Montevideo, al realizar el primer recital conjunto de Divididos y Las Pelotas. El espectáculo, que se había anunciado como la vuelta de Sumo, terminó con una polémica entre bambalinas con la negativa de Arnedo a tocar y un pedido de disculpas de Mollo y Daffunchio que no convenció a nadie. La casualidad quiso que este show, que comprometió a todos los que alguna vez integraron Sumo, tuviera lugar el día en el que Prodan hubiera cumplido cuarenta y cuatro años. Tal vez por eso, cuando las luces se apagaron definitivamente y bajaron los primeros silbidos medidos, si se compara con lo que podría haber sucedido en Buenos Aires, su hermano Andrea, quien fue invitado por la producción así como el saxofonista Roberto Pettinato y el baterista Alberto "Superman" Troglio, asumieron la responsabilidad de llenar el vacío. Ellos se sumaron a Las Pelotas para tocar tres clásicos de Sumo: Heroína, El Ojo Blindado y White trash. El menor de la familia Prodan rompió un pie de micrófono, se vació un litro y medio de agua mineral sobre la cabeza y reptó por el largo escenario generando el momento más parecido al caos que supo ser Sumo.
Este mismo homenaje, con Andrea Prodan interpretando las mismas canciones, ya había tenido lugar en 1996 en un recital de Las Pelotas en el Teatro Griego ubicado en el Parque Sarmiento de la ciudad de Córdoba. Es el mismo lugar en el que, 10 años antes, Sumo había hecho su primer show cordobés.

### Breves reencuentros posteriores
En mayo de 2006 en el festival Andes Vivo en Mendoza se dio realmente la primera reunión donde, luego de tocar Las Pelotas y Divididos, subieron todos los músicos al escenario para hacer «El Ojo Blindado», «Debede», «Fuck You» y «Mejor no hablar de ciertas cosas». En esa oportunidad no estuvieron Pettinato ni Superman Troglio.
El 12 de abril de 2007, a 20 años de la separación de la mítica banda, todos los miembros sobrevivientes de la última formación se juntaron a tocar durante el Quilmes Rock Festival en el estadio de River Plate. Interpretaron Crua chan, Divididos por la felicidad y Debedé. Con Marcelo Rodríguez «Gillespi» en trompeta, quien también participaba como invitado de los shows de Sumo allá por 1987.
Fue un encuentro histórico: Ricardo Mollo, Diego Arnedo, Germán Daffunchio, Roberto Pettinato, Alejandro Sokol y Alberto "Superman" Troglio cerraron la primera noche del Quilmes Rock.
Todo empezó cuando, ante la mirada cómplice de Arnedo, Mollo jugueteó con un riff de Sumo que la multitud reconoció y, sin vueltas, presentó a Pettinato -otra vez con el legendario overol naranja-, Sokol y Daffunchio.
Después aumentó la emoción cuando invitó a «un baterista escocés» que se quería sumar al festejo, y apareció Troglio, vestido con un kilt (la falda que usan los escoceses) y su clásica remera con el logo de Superman.
El 12 de enero de 2009, Alejandro Sokol, ex baterista de Sumo y ex cantante del grupo Las Pelotas, sufrió un paro cardiorrespiratorio en la terminal de ómnibus de Río Cuarto, provincia de Córdoba. Con 48 años de edad, Sokol se había desvinculado en malos términos de Las Pelotas debido a los problemas que le ocasionaba su adicción a las drogas y el alcohol. Desde ese momento se encontraba trabajando en un nuevo proyecto musical junto a su hijo Ismael, proyecto que en un primer momento se llamó Chinche de Molle y luego fue rebautizado como «El vuelto S.A.».

## Miembros
- Luca Prodan † - voz (1981-1987)
- Germán Daffuncio - guitarra (1981-1988)
- Diego Arnedo - bajo (1982-1988)
- Roberto Pettinato - saxofón (1982-1988)
- Alberto Troglio - batería (1984-1988)
- Ricardo Mollo - guitarra (1984-1988)

### Miembros anteriores
- Ricardo Curtet - guitarra (1981-1982)
- Stephanie Nuttal - batería (1981-1982)
- Alejandro Sokol † - bajo (1981-1982), batería (1982-1984)

### Músicos invitados
- Gillespi - trompeta (1987)

## Discografía

### Álbumes de estudio
- Corpiños en la madrugada (Demo) (1983)[22]
- Divididos por la felicidad (1985)
- Llegando los monos (1986)
- After Chabón (1987)

### Compilaciones
- Fiebre (1989)
- Greatest Hits (1991)
- The Collection (1991)
- Obras cumbres (2000)

### Álbumes en video
- Sumo en Obras (9/8/1986) (VHS)

### Videografía
- La rubia tarada (1985)
- No acabes (1985)
- Regtest (1985)
- Kaya (1985)
- Mula plateada (1985)
- El reggae de paz y amor (1985)
- Los viejos vinagres (1986)
- Mañana en el Abasto (1987)
- Lo quiero ya (1987)
- Crua Chan (1987)
- No tan distintos (1987)
- Estallando desde el océano (1989)